# Alexandru I. Trifan
Alexandru I. Trifan (n.15 noiembrie 1932, în municipiul Craiova, jud. Dolj. România) este un medic și scriitor român.
Studii: liceul (1951), Facultatea de Medicină Generală – Secția Pediatrie (1960).
Competențe: 
– extern și intern prin concurs al Clinicilor Universitare din București (1958–1962), 
– medic specialist de neuropsihiatrie (1969).
Titular al cabinetului de psihiatrie și neurologie din Policlinica Giurgiu (1969–1992).
Funcții: 
– medic șef al Policlinicii Giurgiu (1977–1982); 
– Director adjunct medical al Direcției Sanitare jud. Giurgiu (1982–1992).
Limbi străine: franceza, engleza, germana.
Activitate profesională: 
Fondator  al Asociației Psihiatrilor Liberi din România, ocupând funcțiile de membru în Consiliul de Conducere și de Vicepreședinte. În această calitate a militat pentru dezvăluirea abuzurilor în asistența psihiatrică din România și a utilizării psihiatriei în scopuri politice în perioada 1970–1989.
Participând la rețeaua de Reformatori ai Psihiatriei în țările din Estul Europei, a activat la reintroducerea psihoterapiei în general și a psihanalizei în special în tratarea bolnavilor psihici.
Prin articolele publicate a susținut adoptarea unei doctrine psihodinamice care să elimine terminologia și încadrările nosologice materialist-reducționiste.
În recenziile revistelor, manualelor și tratatelor medicale apărute în publicația „Viața medicală“ a contribuit la clarificarea unor concepte de psihiatrie și psihanaliză ale cunoștințelor de funcționare mentale.
Activitate științifică:
A participat, în calitate de secretar științific, la prima Conferință Internaținală de Etică și Psihiatrie desfășurată la București (1992).
La Congresul „Berzelius“, care a avut loc în anul 1993 la Linköping (Suedia), a comunicat o metodă originală de psihoterapie prin sugerarea de imagini tonice.
La Congresul Internațional de Psihiatria Copilului și Adolescentului (1994) a avut funcția de chairman și a comunicat un studiu al tulburărilor psihologice produse la copiii-martor. Cu același prilej a fost ales reprezentant național în Asociația Internațională de Psihiatrie a Copilului și Adolescentului (IACAPAP).
Este autorul a două cărți de specialitate: Psihanaliza pentru medici (Editura Viața medicală românească, 2001) și Personologie marginală și psihotraumatică (Editura Trei, 2006).
Activitate publicistică:
Începând din anul 1996 a îndeplinit atribuțiile de redactor-șef și apoi redactor principal la săptămânalul „Viața medicală“. În această calitate a editat rubricile de specialitate: Psihanaliza cea de toate zilele, Borderline clinico-psihiatric, Medicina felului de a fi  și Portrete fiziognomice. Pe lângă acestea a semnat numeroase pagini tematice cuprinzând progresele neuropsihiatriei mondiale.
Activitate literară:
Membru al Societății Medicilor Scriitori și Publiciști din  România (1990), unde îndeplinește funcția de Secretar literar. 
În anul 1992 i se conferă Premiul I la Concursul Național „Nichifor Crainic“ – secțiunea proză. 
A contribuit cu poezie și proză la redactarea Almanahului literar Clipa cea repede… și a revistei Fântâna din Kos, editate de S.M.S.P.R.
Decorații:
Ordinul „Meritul Sanitar“ în grad de Cavaler.